# Виборг (футбольный клуб)
«Ви́борг» (Viborg FF) — датский профессиональный футбольный клуб из одноимённого города. Клуб основан в 1896 году, домашние матчи проводит на стадионе «Виборг», вместимостью 9 566 зрителей. В общей сложности в высшем дивизионе чемпионата Дании «Виборг» провёл 14 сезонов, последним из которых является сезон 2007/08. Проведя в первом дивизионе 5 сезонов, в сезоне 2012/13 снова вернулся в высший дивизион чемпионата Дании.

## Выступления в еврокубках
| Сезон   | Турнир     | Раунд |              | Клуб           | Счёт     |
| ------- | ---------- | ----- | ------------ | -------------- | -------- |
| 2000/01 | Кубок УЕФА | 1Р    | Флаг России  | ЦСКА (Москва)  | 0:0, 1:0 |
|         |            | 2Р    | Флаг Испании | Райо Вальекано | 0:1, 2:1 |

- 1Р — первый раунд,
- 2Р — второй раунд.

## Достижения
- Кубок Дании по футболу
  - Обладатель: 1999/00
- Суперкубок Дании по футболу
  - Обладатель: 2000